# ゲルハルト・フィッシャー (軍人)
ゲルハルト・フィッシャー(ドイツ語: Gerhard Fischer、1915年12月4日 - 2014年8月9日)は、ドイツの軍人。最終階級はドイツ国防軍で少佐、ドイツ連邦軍で中佐。第二次世界大戦では第23装甲連隊に所属し、騎士鉄十字章を受章した。戦後の連邦軍では第84装甲大隊に所属していた。

## 叙勲
- 鉄十字章
  - 二級鉄十字勲章1939年章 (1939年10月23日)
  - 一級鉄十字勲章1939年章 (1940年6月23日)
- 戦車突撃章
  - 戦車突撃章銀章
  - 戦車突撃章25回 (1943年12月12日)
  - 戦車突撃章50回 (1944年5月26日)
  - 戦車突撃章75回 (1944年9月1日)
  - 戦車突撃章100回 (1944年12月1日)
- ドイツ十字章
  - ドイツ十字章金章 (1942年11月28日)
- 騎士鉄十字章
  - 騎士鉄十字章 (1943年12月28日)[2]